# Cruelty and the Beast
Albums de Cradle Of Filth
Dusk... and Her Embrace
(1996) From the Cradle to Enslave
(1999)
Cruelty And The Beast est le troisième album studio de Cradle of Filth sorti le 5 mai 1998 chez Music For Nations. L'album comprend la participation de Ingrid Pitt dans certains passages dans le rôle de Báthory. En référence au rôle de la comtesse qu'elle avait tenu dans le film de la Hammer de 1971, Comtesse Dracula.
Les éléments d'inspiration symphoniques (par le biais du synthétiseur) ont été mis plus en avant dans cet album. L'album fut bien reçu à sa sortie. Mais sa production fut malgré tout sujette à critique, tout particulièrement le son de la batterie. Malgré cela, l'album s'est vendu à plus de 200 000 exemplaires dans le monde depuis sa sortie. Le titre Cruelty Brought Thee Orchids est resté parmi les titres constants qui sont joués en live depuis la sortie de l'album.

## Thèmes
Comme pour l'album précédent du groupe, Dusk... and Her Embrace, le thème de cet album est entièrement consacré au thème de la Comtesse Erzsébet Báthory, accusée de tortures et de meurtres sur de nombreuses de jeunes filles, dont le nombre de victimes restant incertain. Il est à noter cependant que l'album se réfère plus aux légendes populaires et fantastiques qu'à la réalité historique du personnage. La couverture notamment présente une comtesse Bathory en train de prendre un bain de sang. Cela fait référence à un des éléments de légende les plus populaires autour de la comtesse, dans lesquels les bains de sang étaient censés lui redonner jeunesse et beauté. Mais les histoires de bain de sang ont été réfutées par les historiens modernes.

## Titres
| 1.  | Once Upon Atrocity                                   | 1:46  |
| 2.  | Thirteen Autumns and a Widow                         | 7:14  |
| 3.  | Cruelty Brought Thee Orchids                         | 7:16  |
| 4.  | Beneath the Howling Stars                            | 7:37  |
| 5.  | Venus in Fear                                        | 2:20  |
| 6.  | Desire in Violent Overture                           | 4:17  |
| 7.  | The Twisted Nails of Faith                           | 6:50  |
| 8.  | Bathory Aria                                         | 11:00 |
| 9.  | Portrait of the Dead Countess                        | 2:54  |
| 10. | Lustmord and Wargasm (The Lick of Carnivorous Winds) | 7:32  |

| 1. | Lustmord and Wargasm (Relicking of Carnivorous Winds) |  |
| 2. | Black metal (Venom cover)                             |  |
| 3. | Hallowed Be Thy Name (Iron Maiden cover)              |  |
| 4. | Sodomy & lust (Sodom cover)                           |  |
| 5. | Twisting further nails (Crucifixtion mix)             |  |

## Crédits
- Dani Filth - Vocaux
- Stuart Anstis - Guitare
- Gian Pyres - Guitare
- Robin Eaglestone - Basse
- Les Smith - Clavier
- Nicholas Barker - Batterie

- Sarah Jezebel Deva - Chants féminin
- Danielle Cneajna Cottington - Chants féminin
- Ingrid Pitt - Narration (Elizabeth Bathory)

## Référence
Metal archives